# بزگرو
بزگرو یک روستا در ایران است که در دهستان شریف‌آباد (سیرجان) واقع شده‌است.